# Кукушкина, Наталья Валентиновна
Кукушкина Наталья Валентиновна (род. 6 декабря 1974 года) — заслуженный тренер России, тренер по художественной гимнастике, судья международной категории, награждена медалью ордена «За заслуги перед отечеством II степени». Дочь заслуженного тренера России Ольги Кукушкиной. Была тренером олимпийской чемпионки в Рио 2016   Маргариты Мамун, олимпийской чемпионки в Лондоне 2012 Каролины Севастьяновой и чемпионки Европы и юношеских Олимпийских игр Ольги  Ильиной

## Биография
Наталья Валентиновна Кукушкина родилась 6 декабря 1974 года. Художественной гимнастикой стала заниматься в возрасте 5 лет. Наталья Кукушкина получила профессиональное образование в Волгоградской областной детско-юношеской спортивной школе Олимпийского резерва. Входила в состав сборной России по групповым упражнениям. В 1994 году стала работать тренером в ДЮСШ в Волгограде. В 1996 году окончила Волгоградскую академию физической культуры. В 1997 году стала работать в составе сборной России и ставить программы для выступлений Амины Зариповой, Алины Кабаевой, Юлии Барсуковой и Яны Батыршиной. Работать начала по приглашению Ирины Винер. В 1999 году стала работать в МГФСО Москва . В сентябре 2014 года стала главным тренером сборной команды Республики Мордовия по художественной гимнастике..